# キルト (漫画)
『キルト』は、髙橋美由紀による日本の漫画。
月刊漫画誌『サスペリアミステリー』（秋田書店）に2005年（平成17年）新春2月特大号から2006年（平成18年）新春2月特大号まで連載された。単行本は「ボニータ・コミックス」より全2巻。それから1年半後のキルト達の"仲間"になる間島のモノローグから始まる続編『キルトS（セカンド）』が『プリンセスGOLD』（同）の2006年5月号から2011年（平成23年）12月号まで連載された。単行本は「プリンセス・コミックス」より全10巻。高校2年生になったキルトと最後の敵「東の守り」との戦いを描く最終章『キルトT（サード）』が『プリンセスGOLD』で2012年（平成24年）4月号から2012年4月号から連載されるも7月号で休載中だったが、2013年（平成25年）5月号より連載が再開され同年9月号を以て完結した。単行本はプリンセス・コミックスより全2巻。

## あらすじ
戦国時代に滅ぼされた「隠れ里」の長一族の最後の「紫黄王」と忠誠を誓いながらも自身の復讐のために長たる「紫黄王」の覚醒を強行する5兄妹。復讐は終わらない! 猛る憎しみに駆り立てられる彼らの目指す敵は、外部の勢力を引き込み里を滅ぼした裏切り者の「守り」達。もはや現世では無関係の筈の復讐劇に当事者ばかりか、その肉親や友人として生を受けた人々も戦いに身を投じることになる。しかし、自分達の都合のいい「紫黄王」を口実にキルトに覚醒を強制して復讐のために利用している蘇芳兄妹と、現世のキルトを擁護する家族や友人との間で軋轢が生じる。
纏えば纏うほどに黄泉に近づき世界を滅ぼす元凶に成り果てる「黒の鎧」を纏う最後の「紫黄王」泉切人とその双児の弟である「龍王」松田龍二、そして蘇芳の末子の許婚の転生として前世を知らずに2人を助ける刑事の武田公平、「守り」の一人との戦いで悪夢の一端を目撃してしまった間島祐一。復讐に、守りたいという願いゆえに、関わりが有るか否かという別なく拡大する戦いに巻き込まれてゆく。
やがて、裏切りの首魁である「東の守り」と望まずして裏切ってしまった「西の守り」槍倉圭吾との意外な関係が浮かび上がる。

## 登場人物

### 主要人物
泉切人（いずみ きると）
本作の主人公。500年ほど前、戦国時代のころに滅んだ隠れ里の長一族の直系の男子で次代の「紫黄王」になる長子の転生で、前世の幼名は「麒琉斗（キルト）」だった。父を殺され一族を皆殺しにされ、里人も惨殺された時、復讐の鬼と化して禁じられた「黒の鎧」を纏い鬼となった。『キルトS』までは龍二の中の「龍王」により記憶を消されていたが、『キルトT』では「龍王」は記憶処理をやめたらしく2人とも現世の人格のまま記憶を保持するようになった。慶吾（前世の圭吾）の裏切りの理由を死に際の西の家の者達から聞いて知っていたため、復讐を煽る蘇芳達の言葉には耳を貸さなかった。
最終決戦で紫黄王と化してマを取り込み黄泉にと考えたが、何故か「マ」と「東の守り」は携行したWWW世界ヘビー級チャンピオン「マスク・ド・サンダー」の人形に封印された。自身は黄泉から解放されて正真正銘の人間に戻り龍二や圭吾と共に帰還したが、その事実を千里らに告白できずにいる。
松田龍二（まつだ りゅうじ）
キルトの幼馴染。前世のキルトの双児の弟。次子ゆえに、長子であるキルトに万が一のことがあれば力と役目を受け継ぐ立場である。前世の幼名は「龍士（リュウジ）」であり、裏切った守り達の主「龍王」である。中学時代の『キルト』第1巻で体育館のバスケのゴールよりも高くジャンプしたり、覆面パトカーで後を追った公平達が車なのに追いつけないスピードで疾走するなど、普段でも人間離れした身体能力を有している。
隠れ里が滅んだ日、死に際の父親から麒琉斗が「黒の鎧」に完全に取り込まれて「闇の住人」と化せば世界が滅びると告げられ、その時が来てしまったら自身の手でキルトを殺し世界を救えと命じられた。そのため、事件が起きてキルトが「黒の鎧」を着る度に自分とキルトの記憶を消し、双児の片割れを殺す日が来ないようにしている。間島がどうして自分達を避けているのかは知る由もなかったが、土下座してまで拒絶するなら理由をきちんとキルトに言って欲しいと懇願した。
前世の姉に瓜二つの少女との接触は彼女が「東の守り」との戦いに巻き込まれた場合、キルトの心に深い傷を残すと案じて猛反対した。
泉千里（いずみ ちさと）
キルトの現世の姉。女子レスリングの全国トップ。栄高の生徒会長で、猟奇的なハイパー美人で有名。不良連中は「コワモテがベタ惚れしてるミス栄高、女子レスリングのインターハイ連勝記録トップ激走中のミス栄高」と恐れ慄き、関わり合いになるのを避ける。『キルトT』では、スポーツ特待で親友の静と共に大学に進学した。弟を案ずるあまり、「紫黄王」としての彼を戦いに引き摺り込むことを当然とする「蘇芳」に猛反発しており、ヒステリックになりがちである。料理がまるで下手であるため、見た目は美味しそうなケーキを作るも弁慶の子分らをのたうち回らせてしまう。
武田公平（たけだ こうへい）
警視庁捜査一課の刑事。『キルト』での「北の守り」の事件以来、事件を追いつつキルト達の秘密を守り、彼らの未来のために全力を尽くしている。警察関連のお付き合いをポイントを押さえて続けているため、非常識な事件に遭遇し直視できないながらも人々の平和を守りたいと願う他の刑事に託されることもある。「北の守り」がキルトを襲撃した際、警護する「蘇芳」が龍の姿に変化し戦う現場に遭遇し、「南の守り」の事件で再会して以降、妄執に駆られる彼らと衝突しがちだが協力する。『キルトS』のラストで前世の秘密が明らかになり、自分達の復讐のためにキルト覚醒を強制し襲ってもいる「蘇芳」の末子で唯一の女性である葉の夫になる筈だった男の転生で、右手にある花の形の痣が、その証拠である。
永く生きているから正しいとか思ってはいないが、蘇芳にも彼らなりの事情や思いがあることを知り、頭ごなしに「紫黄王」と呼ぶなと怒鳴るだけの千里と蘇芳との間に入り、穏やかに会話をする努力を双方に促す。いつしか葉といい雰囲気になる。
間島祐一（まじま ゆういち）
『キルトS』で「南の守り」との戦いでキルト達の仲間になった少年。第2シリーズは1年半前の事件の一端を目撃したことを回想することから始まり、語り手でもあった。「栄高」の生徒で1-Aの16歳。1年半前の風の強い冬の夜、第3中学校に通っていた中2のころ、自宅が北条家の目の前にあったことで龍二が北条家に忍び込んだり、キルトの髪が長く伸びるのを目撃し2人を避けるようになった。徹底的に避けてキルト達のいない高校に進学したつもりだったが、是が非でも友達になりたいと燃えるキルトと彼につき合った龍二は同じ「栄高等学校」の同じクラスの生徒になっていた。真の「南の守り」により操られる彼女らの異母兄・大泉を「南の守り」と思い込んだ疾風が放った魔物により母親が襲われ、誤解して負傷させてしまうもキルトと和解し、それ以降は残りの「守り」との死闘に参戦することになる。しかし、「西の守り」圭吾が現世でもキルトの親友になった煽りを受け、重要度が薄まり回を重ねる毎に影が薄くなる。
1年半前の事件で龍二が「重要参考人」として半ば「容疑者」扱いで警察に連行された際、無責任な噂話をする連中を非難して結果的に龍二を庇ったことでキルトに好意を抱かれていたのだった。『キルトT』で高校2年に進級した。いよいよ「東の守り」との戦いが始まった矢先、夜道を急いでいた所を謎の敵に襲われ、打撲傷を負ってしまう。その際、犯人（翡翠）に魔物をつけられ、操られて魔物と化しキルトを襲う。黄泉と契約した圭吾に魔物を引き剥がされ、その間の記憶は無い。当然、最終決戦時は残留組である。
弁慶（べんけい）
『キルトS』でキルト達の仲間に加わる栄高2年の17歳の男子生徒。天涯孤独の少年で、少年と呼ぶには似つかわしくない大柄で怪力の持ち主。黒の紫黄王と化したキルトの巨体ですら持ち上げる。嘗て、親友と信じた男に裏切られ死にかけた過去があり、以来友情という言葉を聞くと過剰反応し、それを口にする相手を他数"病院送り"にしてきた。キルト達に絡むが次第に彼らを助けるようになる。
飲んでは暴れる父親を見限った母親が自分達子供をも捨てて12年前に蒸発し、酒で肝臓を病んだ父親が7年前に死に、唯一残った妹も2年前に飲酒運転の車に撥ねられて脳死状態になり機械で肉体だけが生かされているだけだと医師に告げられ、妹の「自分が自分でなくなるのは嫌だ」という言葉に従い生命維持装置を外して貰った。自身のエゴで妹を化け物にしてしまった圭吾に「白の鎧」という生命維持装置で縛りつける愚を諭し、本人の心を無視して「望まぬ生」を無理強いするのはやめるよう告げた。
『キルトT』では3年に進級した。化け物に襲われたキルトを庇った際に変化しかけた彼が残忍な笑みを浮かべたのを見て、徐々にだが確実に「闇」の側に近づいていることに気づく。

### 蘇芳
蘇芳霧生（すおう きりゅう）
第1子。長男。キルト達と共に帰還した。当初、圭吾を処刑することは「紫黄王」も同意見だと自分達に都合の良い「紫黄王」に忠誠を誓って本人の意思を無視していたが、圭吾が騙されて望まずして裏切る結果になったことが彼が「黄泉」と契約を交わしてキルトを守ったことで思い知らされて改心した。
蘇芳櫂（すおう かい）
第2子。次男。
蘇芳諒（すおう りょう）
第3子。三男。『キルト』でキルトと龍二を襲った「北の守り」との戦いで公平が末妹の許嫁の転生だと気づくが、幸せを直前で失った450年前の過去ゆえに言っても妹は信じないことを悟って黙っていた。『キルトS』のラストで、漸く葉がその事実に気づきホッと胸を撫で下ろした。
蘇芳采（すおう さい）
第4子。四男。
蘇芳葉（すおう よう）
第5子。長女。
許婚の総三郎を殺され深く「界門」を恨んで裏切者としか看做さぬ「西の守り」に八つ当たりの憎悪をぶつけて幾度となく殺そうとしたが、当事者ではないと蔑んでいた刑事の公平こそが転生しての再会を約して逝った総三郎の転生であることを知る。最終回、キルトにより"マ"が封印されて何故か一人だけ黄泉の力が消えた。公平を「前世」の許婚の転生という前提があるとはいえ、心から彼を愛するようになる。

### 界門
北条武男（ほうじょう たけお）
「北の守り」。『キルト』で猟奇殺人を繰り返し、最後は「紫黄王」に変化したキルトに殺された。
楡崎美也（にれざき みや）、亜也（あや）
「南の守り」の転生体の双児の少女。聖女1年の16歳。異母兄の「大泉隆（おおいずみ たかし）」を「南」に仕立て上げ、正体を隠してキルト達に近づいた。しかし、間島に気づかず物騒な発言をしたことで「南の守り」だと正体が露見し、入院中のキルトを襲撃しようとして間島に隠されてしまう。間島達を学校に追い詰めるが変化したキルトに惨殺された。
槍倉圭吾（やりくら けいご）
「西の守り」慶吾の転生。柳橋高校2年の17歳。前世のキルトの親友だったので最後まで裏切りに反対したが、長達を守るためと騙されて「白の鎧」を盗んでしまう。現世の異父妹・志穂を死なせたくなくて恥を忍んでキルトの前に現れ、勝手な頼みだと承知の上で「白の鎧」を使わせて欲しいと懇願し、死すべき定めの志穂を化け物にしてしまう。植物人間となった妹をそうなる前の彼女の願いにより死なせた弁慶に諭され、「白の鎧」返上を宣言し志穂を逝かせた。
『キルトT』では高3の18歳に。弁慶と同い年とは信じがたいが、ごく普通の風体の少年である。髪が伸びすぎだと思いきや、エクステを装着していた。「東の守り」との戦いが始まった矢先、間島襲撃事件や魔物の動き等でまたも疑惑の渦中に。妹の遺品を遺骨代わりに納めて弔うも3日目から失踪したため、キルト達には未だ明かしておらぬ事情から東の守りの手先と半ば決めつけた蘇芳により牢に幽閉される。下の兄の翡翠が間島に魔物を憑依させ、タコ擬きの魔物を率いてキルト達を襲撃した際、使い魔である仔犬のサンダーと共に虎に変化して駆けつけた。
実は、「東の守り」や自身のフリをして犯行を重ねた翡翠とは前世で血を分けた兄弟だった。「西の守り」の家に跡目を継ぐ者がいなかったため、養子に入った。それが蘇芳兄妹が裏切りの他に信じようとしない嫌疑の元だった。行方不明の間に蘇芳達のように「黄泉」と契約し、切人の危機に虎に変化した。
東の守り
姓名不明。裏切りの張本人であり「守り」達の首魁である。『キルトT』の「第2話」で上の弟・翡翠に魔物をキルトに想いを寄せる少女に憑依させ、戦えるか否かを試したりするなど他の「守り」の上をゆく狡猾さを秘めている。自家用機を有していることから裕福な暮らしをしており、自身を「東の守り」と呼ぶ部下達もいる。
長の本家と守りの分家、それ以外になることも外に出ることも許されない。そんな不条理を重ねて格差は広がるばかりという状況に不満を蓄積させて「マ」の囁きに耳を傾け長と里を裏切った。末弟の転生である圭吾をキルトから引き離し、器の移し替えを行う500年目に「マ」を世界中に解き放とうと企んだ。
翡翠（ひすい）
「東の守り」の上の弟。長兄同様にもはや現世では血の繋がりなどないのに末弟である圭吾とは現世でも容貌がよく似ており、彼のフリをして犯行を重ねて混乱を招いた。しかし、黄泉と契約した圭吾に阻まれ捕縛される。兄同様、里と長一族に不満を抱いていた。狡猾な長兄と聡明な末弟の慶吾との間にあって、感情的で単細胞である。キルトの前世の姉に似た少女・螢沢詩織に魔物を表しさせて彼が戦えないことは確認したが、誰がどうやって魔物を詩織から引き剥がしたかは放置したままだった。

### その他の人物

#### 〈キルト〉
泉裕次郎（いずみ ゆうじろう）
キルトの父。超大物弁護士で、日弁連の理事を務めている。たかが名前入りのタオル1枚で龍二を容疑者扱いした警察に厳重に抗議し、彼を釈放させたのだった。
キルトの母
ごく普通の女性だが、娘は女子レスリングのインターハイで暴れ者、息子は奇行で有名であるため、心配してばかりの日々である。
宮本（みやもと）
周囲に「宮さん」と呼ばれる先輩刑事。「北の守り」の事件を捜査した際、公平と共に捜査した。化け物と化した「北の守り」武男と龍に変化した蘇芳5兄弟を目撃し、内心では混乱しながらも冷静であろうと努め、猪と化して暴走しがちな公平にも「如何なる事態に遭遇しようとも冷静であれ」と諭す。ミンチにされた「北の守り」の遺体の残骸の雨を浴びて青ざめつつ「自殺」で処理する、自殺・他殺どちらに転んでも人間の常識では処理不可能な現実ではあった。『キルトS』以降では未登場、異動か引退のどちらかになったらしい。
沢渡清三（さわたり せいぞう）
宮本刑事の旧友で南都大学の民俗学の教授。五つの龍について公平に尋ねられ「安土桃山時代の武士」が書いた日記風物語を教えるが、それが実話だとは自身では知らない。

#### 〈キルトS〉
間島良枝（まじま よしえ）
間島の母親。1年半前の事件で化け物を目撃したと絶叫した息子の言葉を信じず、ゲームのやりすぎで幻影を見たと決めつけた。自身の手を汚さずにキルトを殺そうと企む疾風の差し向けた魔物に襲われて重傷を負った。
間島の父
妻と同様に1年半前の夜に騒いだ息子の言葉を信じなかった。毎朝迎えに来るキルトと龍二に感動して引き籠もる息子の苦悩を察しようとはせずに怒る妻を宥め、機を見て話し合うと告げた。
佐倉新菜（さくら にいな）
間島と同じ中学から「栄高」に進学した少女。中学時代から、ずっと間島は彼女に片想いだった。間島に対する説明役。初期の2話のみで登場しなくなり、その後の展開は不明である。
遠藤（えんどう）
切人達のクラスメイト。何故か友人Aと呼ばれる。
柏崎静（かしわざき しずか）
千里の親友兼ライバルで、栄高の準ミス。
総三郎（そうざぶろう）
葉の許婚。元は侍だったのだが、山賊に襲われて「隠れ里」に迷い込んだ。通常なら記憶を消され外界に送り返されるが、葉と恋に落ちていたことを慮った長に許され、誠実な人柄を認められて里に住まうことを許された。葉との祝言を3日後に控えた或る日、「界門」一族の裏切りにより里が滅んだ際、葉や蘇芳兄妹に生きるよう告げ、転生して必ず再会するからと再び刀を手にして戦い絶命した。『キルトS』のラストでその約束が果たされたことが判明した。実は、現代人の刑事である武田公平に転生していた。
日記風の物語として伝わっている「隠れ里」に迷い込んだ武士もいたが、生き延びた総三郎本人か同様に迷い込んで記憶を持ったまま外界に戻った別人かは不明である。
桐生疾風（きりゅう はやて）
「南の守り」だと自他共に思い込んだ大泉の従弟で、彼の部下。人を人とも思わない龍二の身勝手な仕打ちで心を破壊され、廃人と化してしまう。間島の母親を魔物に襲わせてもいた。
槍倉志穂（やりくら しほ）
圭吾の異父妹。余命幾許もない身だが生きて欲しいと「白の鎧」の使用許可を得た圭吾により命を長らえるが、真の意味では生きてはおらず「白の鎧」に取り込まれ化け物と化し、自身が恨みを抱く相手を次々と殺害し、遂には人類全てを滅ぼそうとする。自身の真の願いを心の中で兄に訴え、漸く自身の間違いに気づいた圭吾により静かに真の死を迎えた。

#### 〈キルトT〉
螢沢詩織（ほたるざわ しおり）
去年、転校してきた一つ上の上級生。父親は政治家、母親は大学教授、兄と姉は医師を目指して大学の医学部にいる。そのため、家族を含めた周囲は当然のように自身にもそちら方面に進むと勝手に決められ、画家になりたいという夢を他ならぬ家族に踏み躙られかけている。
キルトに仄かな想いを寄せるが、彼の前世の姉に瓜二つで惨殺されたことで龍二は接触を絶つようキルトに告げたため、何が何やらわからず再び一人ぼっちになり困惑する。そんな隙を衝いた翡翠が魔物を憑依してキルトを襲うが、サンダーにより魔を引き剥がされ事無きを得る。憑依されていた時の記憶は無い。
サンダー
詩織が拾った仔犬。実は「黄泉」の存在で、圭吾の命令でキルトを守っていた。

## 用語
蘇芳（すおう）
「紫黄王」キルトに対する忠誠心とそれを上回る復讐の妄執から黄泉と契約し、450年の時を超えて生き続ける兄妹。紫黄王の眷属。名乗る時は「蘇芳5兄弟」としているが、末子の葉は妹であるため、本当は「兄妹」である。公平の前世については当の葉を除いた兄達全員が最初から気づいていた。血の繋がりしかなく心は西と東に分断された圭吾と「東の守り」をただ前世で兄弟だったというだけでキルトの敵だと看做し、キルトのことも自分達と同じ復讐で圭吾も何もかも滅ぼすと決めつけ、虚像の紫黄王にしがみ付き実像の切人や龍二を否定し続けた。現代人であるキルトの現世の姉・千里との衝突や前世での末子・葉の許婚・総三郎の転生である熱血刑事・公平の説得もあり、徐々に人間らしい思い遣りを取り戻して葉だけは黄泉の力が消えて人間に戻ってゆく。
界門（かいもん）
長一族を裏切り、里を滅ぼした元凶の一族。陰の存在であることが不満だったらしい。その転生体らは携帯電話の圏外の場所に転生しており、地道に捜査して確証を掴む公平の頭痛の種となっている。
マ
古に、他者を滅ぼし栄華を求めた種族で、残虐に獰猛にもう一つの種族「ヒト」を殺していた。追い詰められながらも大きな沼に棲まう「黄泉の住人」に我が身を差し出した当時の「紫黄王」の末娘を孕ませて生を受けた「黄泉の子」により滅ぼされ、それでも残る念を「白の鎧」に封印された。

## 書籍情報

### 単行本
- 髙橋美由紀 『キルト』 秋田書店〈ボニータ・コミックス〉、全2巻
  1. 2005年8月16日発売 ISBN 4-253-09741-3
  2. 2006年3月16日発売 ISBN 4-253-09742-1

- 高橋美由紀 『キルトS（セカンド）』秋田書店〈プリンセス・コミックス〉全10巻
  1. 2007年1月16日発売 ISBN 978-4-253-19516-4
  2. 2007年8月16日発売 ISBN 978-4-253-19517-1
  3. 2008年3月14日発売 ISBN 978-4-253-19518-8
  4. 2008年9月16日発売 ISBN 978-4-253-19519-5
  5. 2009年3月16日発売 ISBN 978-4-253-19520-1
  6. 2009年10月16日発売 ISBN 978-4-253-19526-3
  7. 2010年6月16日発売 ISBN 978-4-253-19527-0
  8. 2010年11月16日発売 ISBN 978-4-253-19528-7
  9. 2011年6月16日発売 ISBN 978-4-253-19529-4
  10. 2012年1月16日発売 ISBN 978-4-253-19530-0

- 高橋美由紀 『キルトT（サード）』秋田書店〈プリンセス・コミックス〉既刊1巻
  1. 2012年8月16日発売 ISBN 978-4-253-19156-2